# Karina LeBlanc
Karina LeBlanc (Atlanta, 30 maart 1980) is een Amerikaans-Canadees keeper in het betaald voetbal. Ze verruilde in 2014 Portland Thorns voor Chicago Red Stars. Leblanc debuteerde in 1998 in het Canadees vrouwenelftal.
LeBlanc studeerde aan de Universiteit van Nebraska. Ze speelde eerder voor de clubs Boston Breakers (2001-2003), Montreal Xtreme (2004), New Jersey Wildcats (2005-2006), Los Angeles Sol (2009), Philadelphia Independence (2010), magicJack (2011), Sky Blue FC (2012) en Portland Thorns.